# Ла-Ом
Ла-Ом або також відома як Піскуль Бацюлуй (рум. Vârful La Om) — гора в Румунії, висотою 2238 м, найвища вершина гірського масиву П'ятра-Краюлуй, який розташований у Південних Карпатах, які в свою чергу є південною частиною Карпат.

## Географія
Вершина лежить на півдні румунського повіту Брашов, який розташований в Центральному регіоні Румунії, майже в центрі гірського масиву П'ятра-Краюлуй, за 32 км на південний захід від міста Брашов та за 1,5 км на північний схід від кордону з повітом Арджеш. Абсолютна висота вершини 2238 м. Відносна висота — 868 м. Найвище сідло вершини, по якому вимірюється її відносна висота, має висоту 1370 м. Топографічна ізоляція вершини відносно найближчої вищої гори Ому (2505 м), яка є найвищою вершиною масиву Бучеджі, становить 21,2 км.
Маршрути доступу до вершини проходять або від готелю «Cabana Plaiul Foii», коло храму «Zăplaz» і сідло «Grindu», або від готелю «Cabana Curmătura» через притулок «Grindu» і сідло «Grindu», або висхідним хребтом до вершини Аскутіт, або Турнурі, далі хребтом, близько 3-х годин.